# Сартинський Геннадій Людвигович
Генна́дій Лю́двигович Сартинський — український тренер зі спортивної гімнастики, заслужений тренер України.

## Короткі відомості
Станом на 2016 рік — головний тренер гімнастичної збірної України; віце-президент з жіночої спортивної гімнастики.
Серед вихованців — Олег Верняєв та Петро Пахнюк.